# Phytoecia geniculata
Phytoecia geniculata là một loài bọ cánh cứng trong họ Cerambycidae.